# Labyrinth

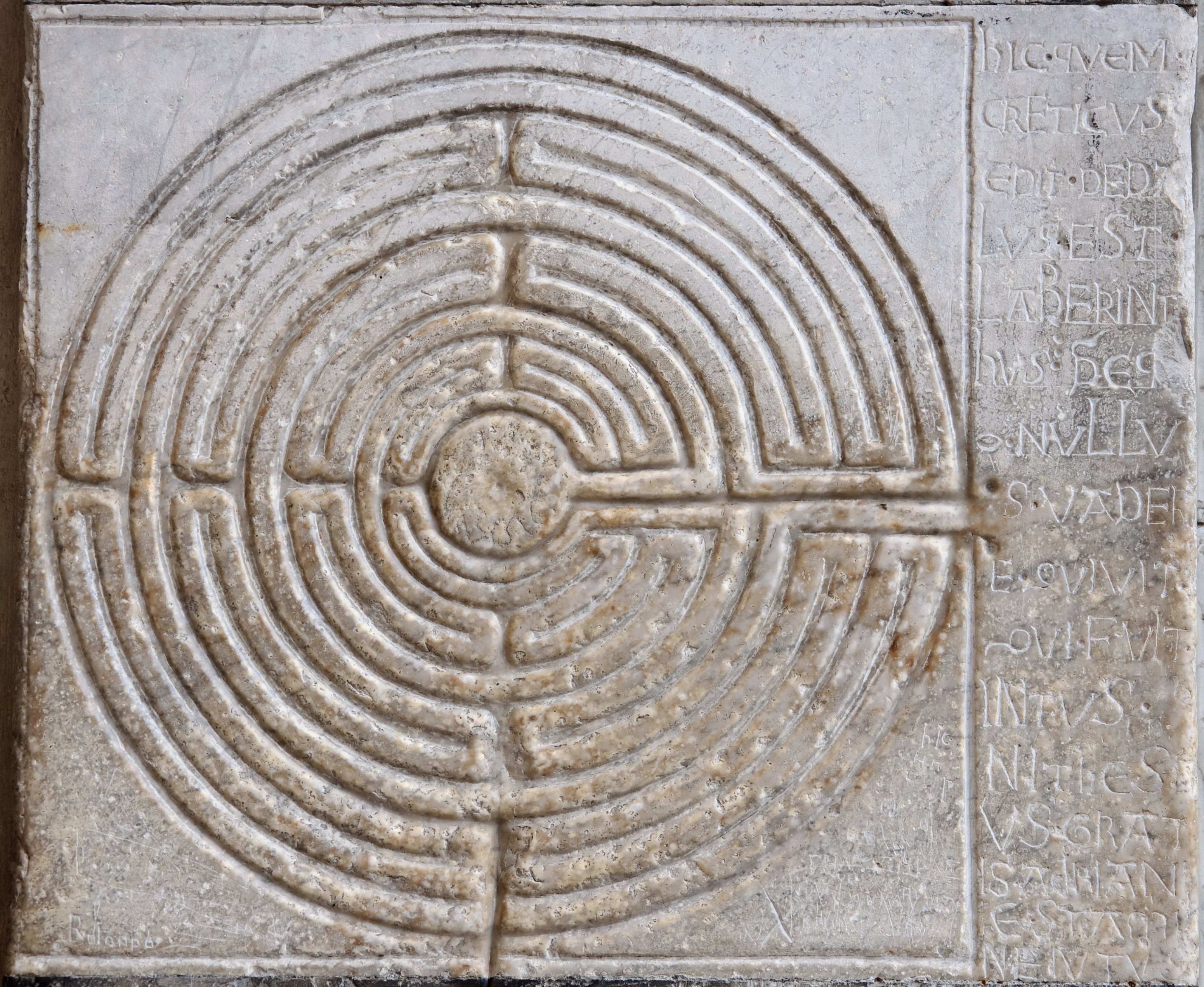
Kathedrale von Lucca, Fingerlabyrinth, Durchmesser 50 cm, 13. Jahrhundert

Labyrinth bezeichnet ein System von Linien oder Wegen, das durch zahlreiche Richtungsänderungen ein Verfolgen oder Abschreiten des Musters zu einem Rätsel macht. Labyrinthe können als Bauwerk, Ornament, Mosaik, Pflanzung (u. a. Maislabyrinth), Zeichnung oder Felsritzung ausgeführt sein. Darüber hinaus wird der Begriff im übertragenen Sinne verwendet, um einen Sachverhalt als unüberschaubar oder schwierig zu kennzeichnen.

## Wortherkunft
Die Herkunft des Wortes Labyrinth (altgriechisch λαβύρινθος labúrinthos) ist ungeklärt.
MacGillivray will es auf den Pränomen Labaris des ägyptischen Pharaos Amenemhet III. zurückführen. Laut Egli ist das griechische Wort verderbt aus ägyptisch Lope-ro-hun.t („Palast am Eingang des Sees“), in Bezug auf ein Gebäude an einem See, wo Statuen von König Amenemhet III. und dessen Gemahlin stehen.
Eine alte Theorie sieht einen Zusammenhang zwischen den Worten Labyrinth und Labrys (was ursprünglich (Doppel-)Axt bedeutet haben könnte) mit der Ortsendung -inthos. Der Kunsthistoriker Henry M. Sayre (* 1948) vermutet, dass die Griechen den komplex gebauten Palast von Knossos, aufgrund der zahlreichen Abbildungen von Doppeläxten im Palast, „das Haus der Doppeläxte“ nannten (labyrinth) und das Wort später dann seine Bedeutung Irrgarten erhielt.
Nach Karl Kerényi bezeichnete das Wort Labyrinth einen Steinbruch mit vielen Schächten und Gängen. Eine der ältesten Quellen für das Wort ist eine bei Knossos gefundene Steintafel in Linear B, welche die Wörter da-pu₂-ri-to-jo po-ti-ni-ja enthält, was als /daburintʰojjo potnijā/ „Herrin des Labyrinths“ gedeutet wird (vgl. Ariadne). Aus da-pu₂-ri-to-jo könnte das griechische Wort λαβύρινθος entstanden sein.

## Arten von Labyrinthen

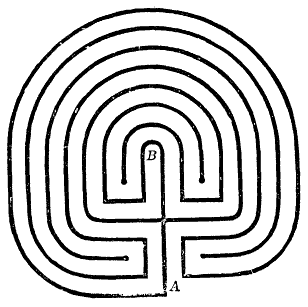
Kretisches („klassisches“) Labyrinth

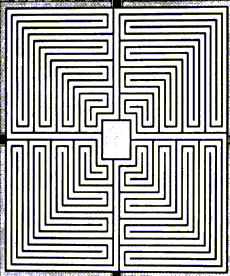
Römisches Labyrinth

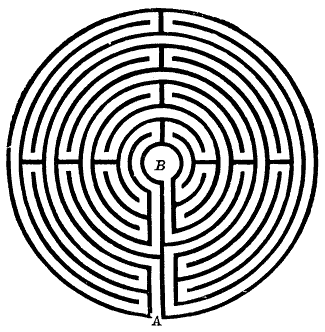
Christliches Labyrinth

Die Formen von Labyrinthen sind vielfältig. Anhand der Linienführung (des Wegemusters) lassen sich zwei Arten unterscheiden:
- Labyrinth im ursprünglichen Sinn: ein verschlungener, verzweigungsfreier Weg, dessen Linienführung unter regelmäßigem Richtungswechsel zwangsläufig zum Ziel, dem Mittelpunkt, gelangt.
- Labyrinth im weiteren Sinn: ein System mit Verzweigungen, das Sackgassen oder geschlossene Schleifen enthalten kann. Diese Art Labyrinth wird  auch Irrgarten genannt. Dort ist ein Verirren möglich und meist Sinn der Anlage.

Das Gebäude, das der mythologische Daidalos für den kretischen König Minos in Knossos als Gefängnis für den Minotauros errichtete, besaß ein verzweigtes Gangsystem, wie der zur Orientierung verwendete Ariadnefaden nahelegt.
Labyrinthische Muster mit Verzweigungen sind in Europa vereinzelt ab dem 15. Jahrhundert belegt; echte Irrgärten entstanden im 16. Jahrhundert. Die ersten mit hohen Hecken ausgestatteten Anlagen, in denen man sich verirren konnte, kamen in der zweiten Hälfte des 16. Jahrhunderts auf (Verona, um 1570). Von diesem Zeitpunkt an nahm die Entwicklung der Labyrinthe im weiteren Sinn (der „echten“ Irrgärten) eine eigenständige Entwicklung, die bis heute zu immer komplizierteren Mustern und Wegenetzen geführt hat.
Aus dem kretischen Muster kann durch vierfache Wiederholung das römische, durch Ineinanderfügen zweier verkleinerter römischer das mittelalterliche oder „christliche“ Muster entwickelt werden. Dass sich die Muster wirklich auf diese Weise gebildet haben, ist nicht belegbar. Überlegungen, durch Aufschneiden einer Spirale oder konzentrischer Kreise und Verbinden der dabei entstehenden offenen Wegestücke sei die Grundform der labyrinthischen Figur entstanden, sind Spekulationen des späten 19. Jahrhunderts und entbehren jeder Grundlage.
Aus diesen Grundformen entwickelten sich differenziertere Muster. Die Gangsysteme des römischen Labyrinths wurden in dreierlei Weise abgewandelt: so kamen Muster mit Serpentinen, Spiralen und einfachen oder komplexen Mäandern zustande.

## Geschichte

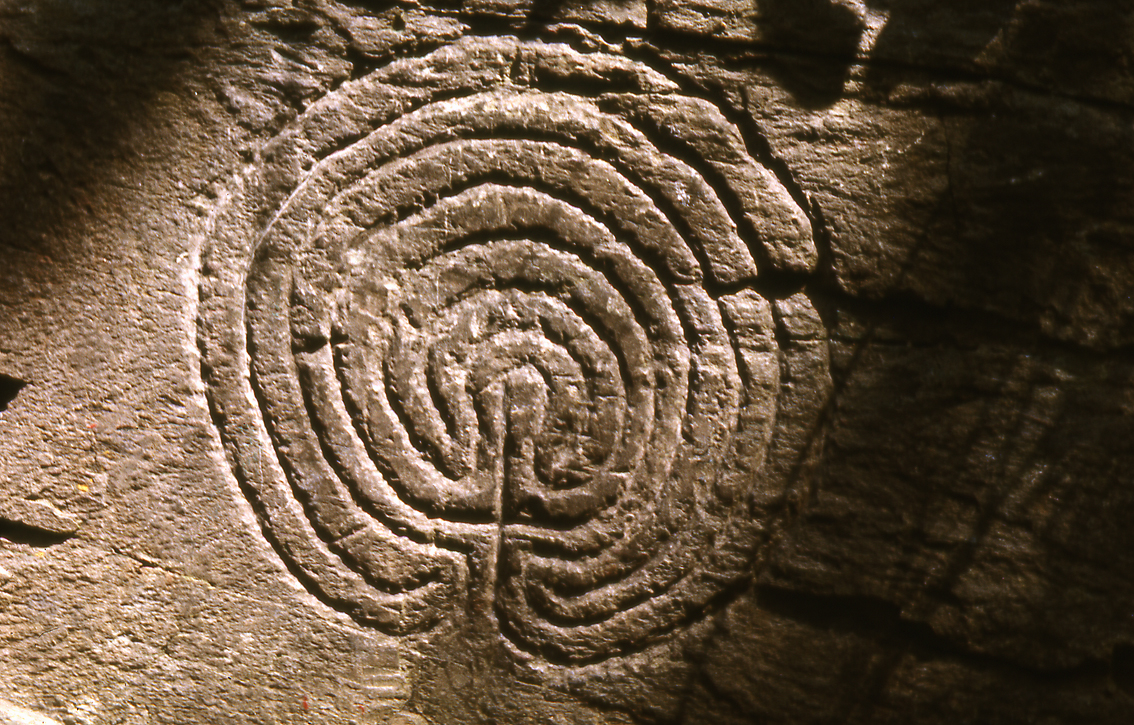
Felsritzung im Rocky Valley bei Tintagel (Großbritannien), Schieferfelsen

Viele Steinlabyrinthe und Rasenlabyrinthe sind schwer datierbar, da es sich oft um Rekonstruktionen handelt, deren historische Vorbilder zum Teil nicht mehr nachweisbar sind. Die Kanten der Routen bestehen häufig aus Steinen, die zur Hälfte in der Erde vergraben sind. Troy Town Maze auf St. Agnes, Scilly-Inseln, ein Steinlabyrinth, wurde zum Beispiel 1729 von einem Leuchtturmwärter nach dem Vorbild einer Trojaburg angelegt. Lichenometrie ist eine Datierungsmethode, die aber sehr ungenau und problematisch ist.
Die Datierung von Labyrinthen in Felsritzungen ist ebenfalls strittig. Ein Labyrinth ist z. B. in die Wand des Felsengrabes von Luzzanas auf Sardinien, lokal „Tomba del Labirinto“ genannt, eingeritzt.

### Altertum

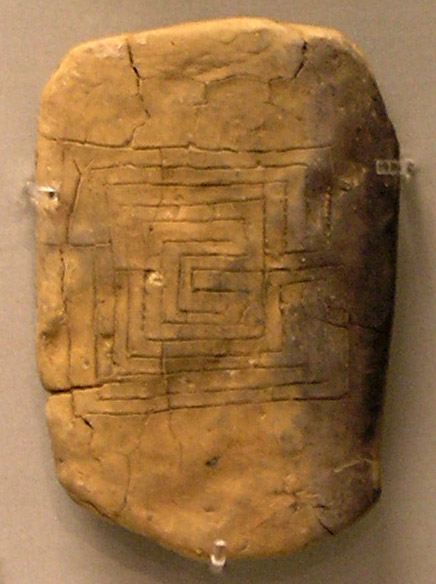
Kretisches Labyrinth auf einer Tontafel aus Pylos, Rückseite, 7 × 5,7 cm, gebrannter Lehm, Archäologisches Museum Athen

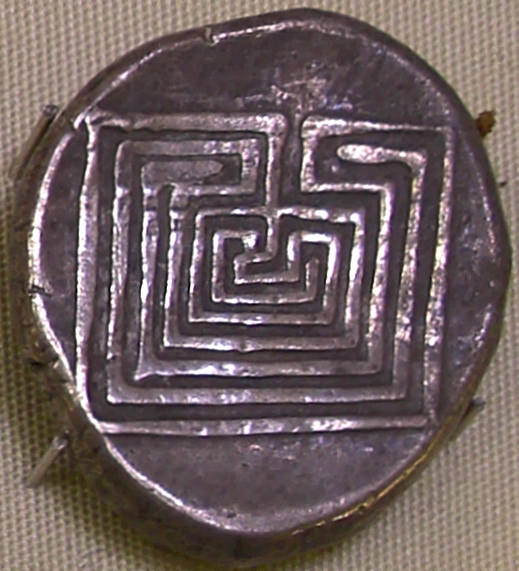
Kretische Silbermünze mit dem „klassischen“ Labyrinth-Muster, 400 v. Chr.

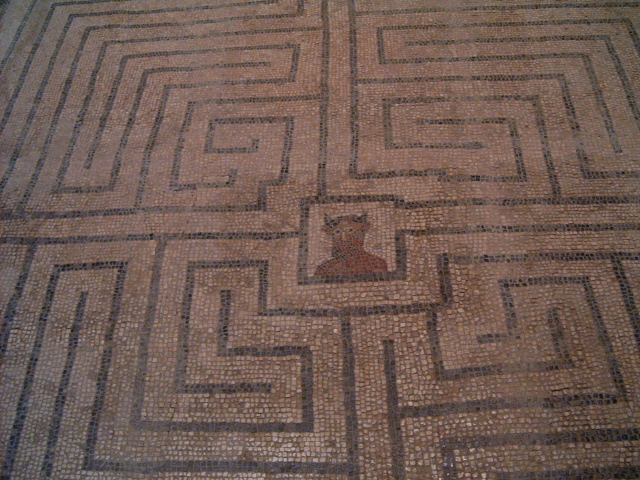
Römisches Mosaik: Darstellung eines Labyrinths mit dem Minotaurus im portugiesischen Conímbriga

#### Ägypten
Strabon berichtet über den im Fayyum-Becken gelegenen Totentempel bei der Pyramide des Amenemhet III. (1844–1797 v. Chr.) in Hawara, den er als Labyrinth bezeichnet.
In hieroglyphischer Schreibweise hieß er l-p-r-n-t, was  als lo-pe-ro-hunt („Palast am See“) vokalisiert wird.

#### Griechenland und Kreta
Eine Tontafel mit einem Text in Linear-B-Schrift trägt auf der Rückseite ein Labyrinth. Diese älteste sicher datierbare Abbildung stammt aus dem Palast des Nestor im griechischen Pylos und entstand um 1200 v. Chr.
Die Ruinen des Palastes von Knossos werden häufig als „Labyrinth von Knossos“ bezeichnet. Eine Struktur, die  Ähnlichkeit mit einem klassischen Labyrinth aufweist, wurde dort bis heute nicht aufgefunden. Eine Tontafel mit (mykenischer Linear-B-Schrift) aus der Zeit um 1200 v. Chr. aus Knossos beschreibt Opfergaben und meint möglicherweise ein Labyrinth oder den Palast als Ganzes. Die Bezeichnung da-pu₂-ri-to-jo ist vielleicht die Benennung der labyrinthischen Architektur.
Labyrinthe mit sieben Umgängen waren zwischen 431 und 67 v. Chr. auf kretischen Münzen abgebildet. Es handelt sich sowohl um runde als auch viereckige Labyrinthe, die in figürlich einer Swastika, einem Rutenbündel, oder Mäandern ähneln. Gelegentlich ist der Schriftzug Knossos hinzugefügt.

#### Etrusker und Römer
In eine etruskische Oinochoë aus Tragliatella ist ein Speerträger eingeritzt, gefolgt von zwei Reitern. Am Schweif des letzten Pferdes hängt ein kretisches Labyrinth, in den ersten Umgang ist „Truva“ eingeritzt. (660–620 v. Chr.). Matthews interpretierte dies als Abbild des Troja-Spiels.
An einer Säule des Peristyls im Haus des Marcus Lucretius (Via Stabiniana) in Pompeji befindet sich eine Zeichnung zusammen mit der Inschrift Labyrinthus hic habitat Minotaurus („Labyrinth, hier wohnt der Minotauros“), der aus der Zeit der Katastrophe (79 n. Chr.) stammen dürfte.
Labyrinthe sind auch auf römischen Fußbodenmosaiken abgebildet. Etwa sechzig dieser Labyrinthe sind erhalten. Sie finden sich im gesamten Römischen Reich. Die Ornamente sind zu klein, um begangen zu werden. Sie entstanden zwischen dem 2. Jahrhundert v. Chr. und dem 5. Jahrhundert n. Chr. Einige zeigen Minotauros oder den Kampf des Theseus’ mit dem Ungeheuer im Zentrum (Minotauromachie). Gut erhalten ist das Labyrinth in der Villa des Theseus in Nea Paphos (Cypern). Andere Labyrinthe der römischen Zeit sind mit Mauer- und Stadttor-Abbildungen umgeben. Das Mosaik von Loig bei Salzburg (275–300 n. Chr.) hat dreizehn Umgänge und im Zentrum eine Minotauromachie.
Das früheste bekannte Labyrinth in einer christlichen Kirche befindet sich in Reparatus in El Asnam (Wilaya de Chlef, Algerien), ein Spiralmuster mit elf Umgängen. Die Darstellung stammt von 324 n. Chr. In der Mitte des labyrinthischen Quadrats befindet sich ein Anagramm mit dem Schriftzug Sancta Ecclesia.

### Mittelalter

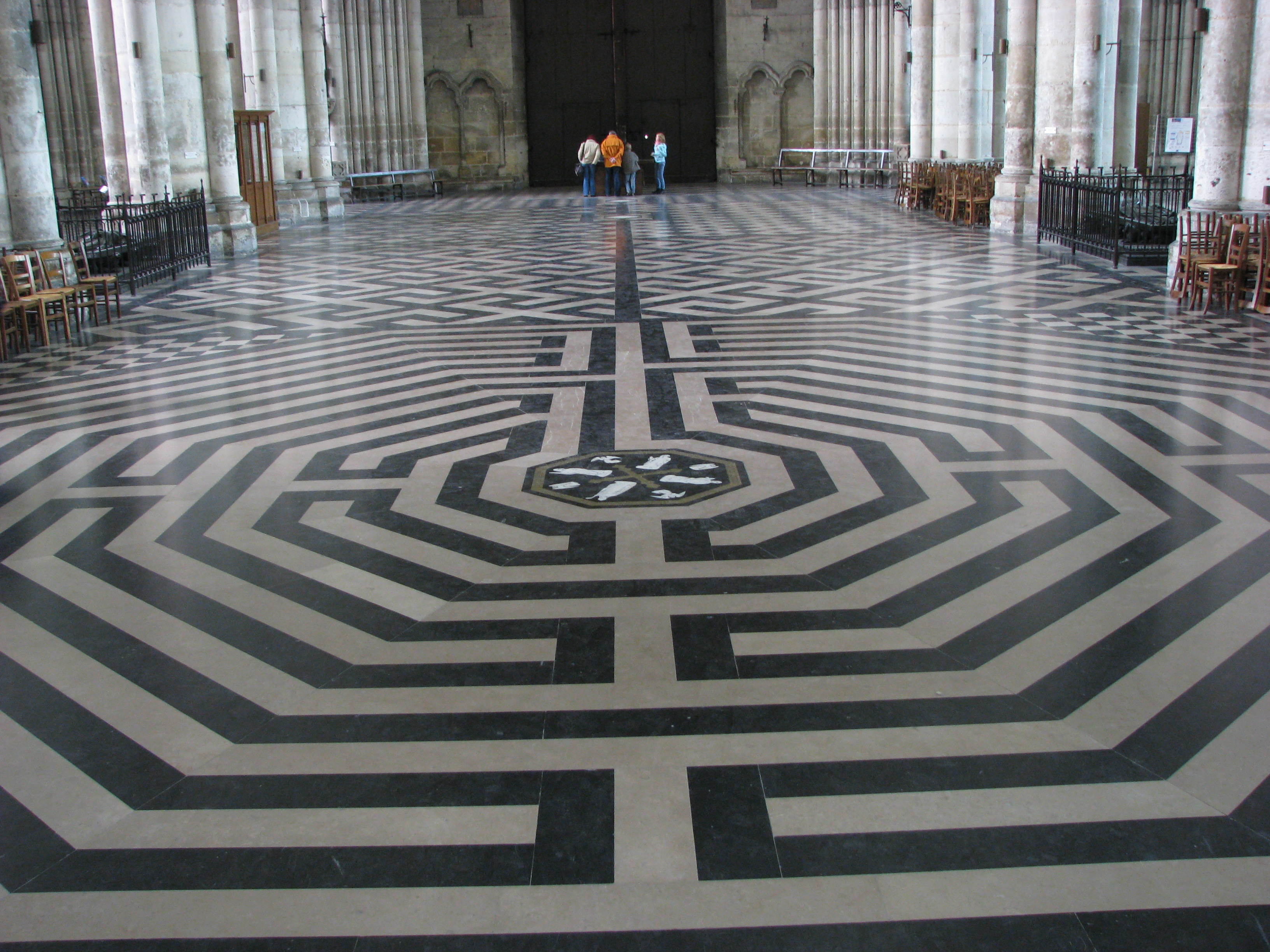
Kathedrale von Amiens, Fußboden-Labyrinth, ca. 12 × 5 m, 1894–97 nach dem zerstörten Vorbild von 1288 wiederhergestellt

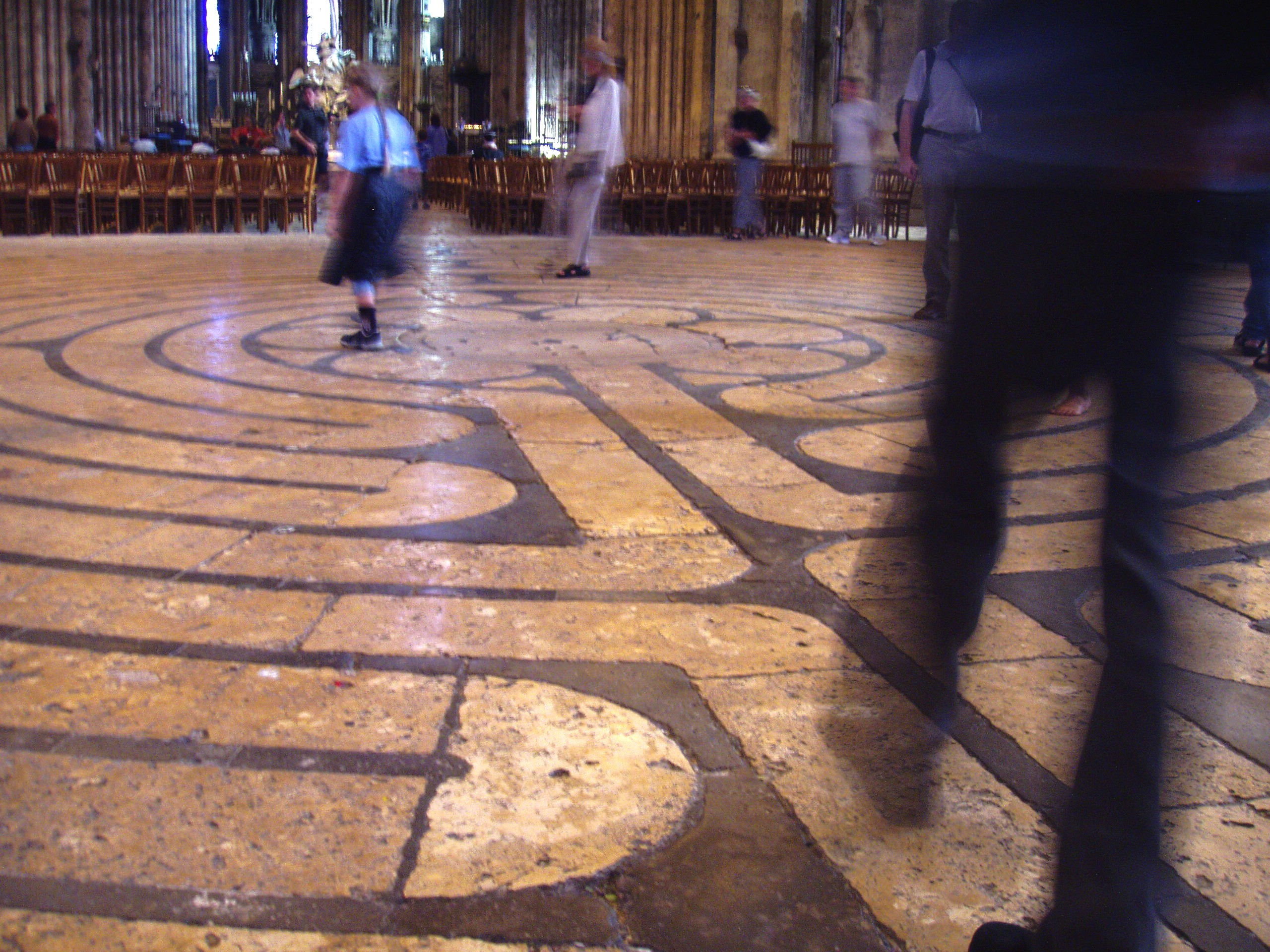
Labyrinth der Kathedrale von Chartres

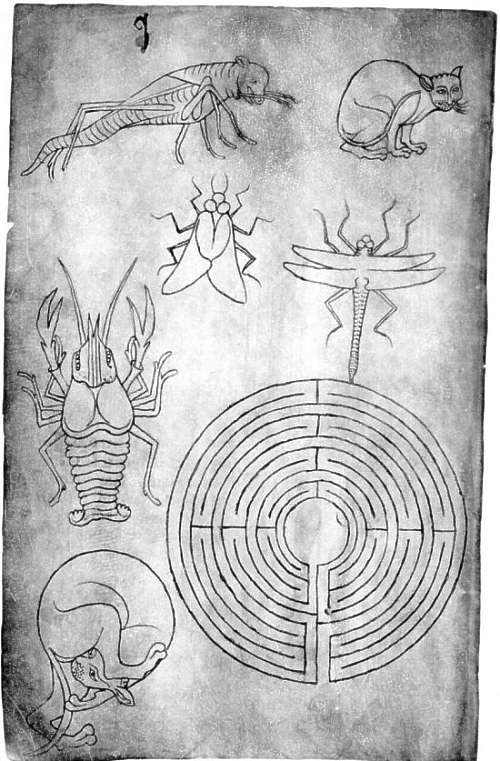
Zeichnung von Villard de Honnecourt

In vielen mittelalterlichen Kathedralen gibt es Fußbodenlabyrinthe. Sie dienten zu Bußübungen, bei denen der Pönitent auf Knien dem Muster folgte und an bestimmten Stationen Gebete sprach. Das Labyrinth symbolisierte den Weg der Seele zur Erlösung und gleichzeitig die Pilgerfahrt nach Jerusalem.
Beispiele finden sich in der Basilika Saint-Quentin (Nordfrankreich, achteckig), in der Kathedrale von Amiens (Frankreich) und im Dom von Siena (Italien). Es handelt sich um die Form des christlichen Labyrinths, das nach dem Muster in der Kathedrale von Chartres als „Chartres-Typ“ bezeichnet wird. Dieses wohl bekannteste Fußbodenlabyrinth geht auf eine Zeichnung von Villard de Honnecourt zurück (1200/1210). Es hat einen Durchmesser von 12,8 m und elf Umgänge. Es ist in blauem und weißem Stein ausgeführt, ein Kranz von 112 regelmäßig angeordneten Zacken bildet die Außenkante. Das runde Zentrum entspricht mit einem Durchmesser von 3,1 Meter dem inneren Teil des Fensters in der Hauptfassade.

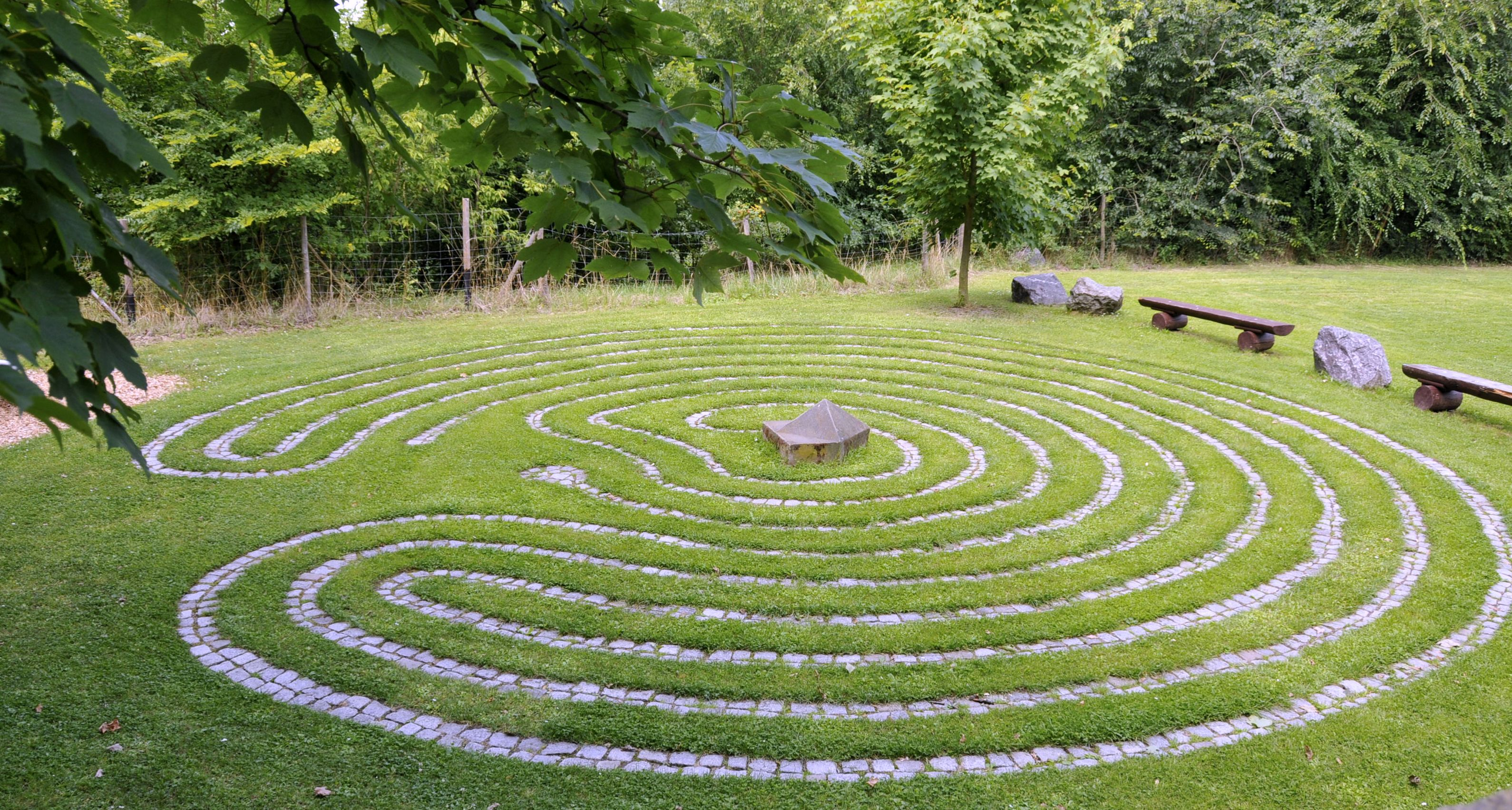
Rasenlabyrinth in der Burgruine Reichenfels

Das Labyrinth in der Kathedrale von Bayeux besteht aus roten und schwarzen Ziegeln, hat zehn Umgänge, Durchmesser 3,75 m (um 1200). Das Labyrinth in der Kathedrale von Reims (quadratisch mit Eckbastionen, elf Umgänge) aus dem frühen 13. Jahrhundert wurde 1779 zerstört.
Ein rundes Fingerlabyrinth ist in die Wand am Westeingang der Kathedrale von Lucca (Norditalien) senkrecht eingemeißelt; so kann es mit dem Finger nachgefahren werden. Eine Sandsteinplatte  mit Labyrinth stammt aus der Klosterkirche San Pietro de Conflentu in Pontremoli (bei La Spezia, Italien). Rasenlabyrinthe symbolisieren ebenfalls den Chemin de Jerusalem, ihre Datierung ist jedoch selten gesichert. Vermutlich ahmen sie die Fußbodenlabyrinthe der mittelalterlichen Kathedralen nach.
In Woodstock in England wurde angeblich im 12. Jahrhundert ein gemauertes Labyrinth erbaut, das zu den frühesten säkularen Anlagen gehören dürfte. Es wurde durch die Affäre von Heinrich II. mit der schönen Rosamunde bekannt. Es ist nicht erhalten.

### Neuzeit

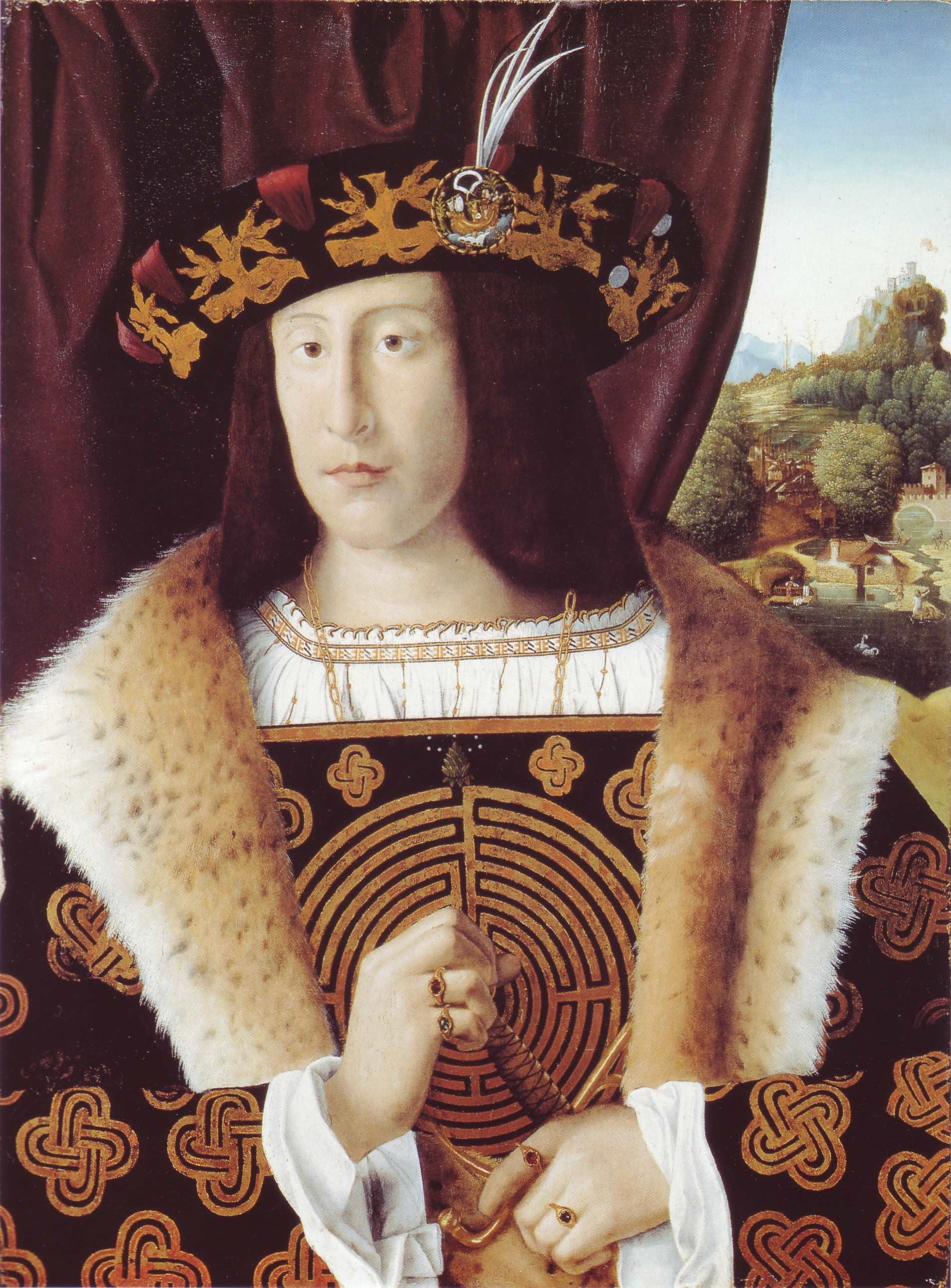
Bartolomeo Veneto, Bildnis eines jungen Mannes, um 1510, Öl auf Holz

Im nur in unvollständigen Abschriften erhaltenen Architekturtraktat des Antonio Averlino (genannt Filarete) aus dem 15. Jahrhundert finden sich drei Zeichnungen von Labyrinthen, die offenbar Entwürfe für Verteidigungsanlagen waren. In Sebastiano Serlios Sette libri dell'architettura („Sieben Bücher über die Architektur“) werden im vierten Buch (1537) zwei quadratische Labyrinthe dargestellt, eines mit fünf, das andere mit sieben Umgängen. Sie dürften als ornamentaler Schmuck oder als Pflanzschema für Blumen oder Kräuter gedacht sein und treten in der Folgezeit zahlreich an anderen Stellen auf.
Im Palazzo ducale in Mantua befindet sich ein beschädigtes Fresko eines unbekannten Meisters, das zwischen 1521 und 1523 entstanden sein dürfte und den Olymp inmitten eines Wasserlabyrinths zeigt. Im Palazzo del Te in Mantua sind zahlreiche Darstellungen von Labyrinthen und mit Bezug zum Minotauros-Mythos, meist als Impresen vorhanden.
In der späten Renaissance treten Muster auf, die sich durch zahlreiche Verzweigungen und Sackgassen von den Wegesystemen der bis dahin bekannten Labyrinthe deutlich unterscheiden. Diese Irrgärten sind eine eigenständige Entwicklung. Die ersten begehbaren Irrgärten finden sich in norditalienischen Gärten, Anlagen mit kopfhohen Wänden entstehen im italienischen Manierismus. Die frühen Irrgärten sind meist aus Spalierhecken gebildet, beschnittene Hecken treten verstärkt erst im Barock auf. Im Gegensatz zum unverzweigten Labyrinth zeichnen sich Irrgärten durch ein komplexes Wegenetz mit zahlreichen Abzweigungen, Kreuzungen und Sackgassen aus. Irrgärten vermitteln die Gefahr des Irrgangs, das Vergnügen der Zielsuche und das Spiel des Versteckens. Viele Irrgärten des Barock wurden in den Lustgärten von Residenzschlössern zum Zeitvertreib der höfischen Gesellschaft angelegt, sie finden sich aber auch als Attraktion für jedermann in den Gasthausgärten in den Niederlanden des beginnenden 17. Jahrhunderts. In England ließ Heinrich VIII. 1690 einen Irrgarten in Hampton Court anlegen, der 66 × 25 m misst und noch heute erhalten ist.
Das Entstehen der Irrgärten stellt eine Parallelentwicklung dar, die das Labyrinth weder als Schmuck noch als Symbol verdrängte.
In den Emblembüchern des 16. bis 18. Jahrhunderts werden Labyrinthdarstellungen als Warnungen vor der Verwicklung des Menschen in die „sündige Welt“ verwendet. In der Tafelbildmalerei finden sich zwei Gartenlabyrinthe bei Lucas van Valckenborch von 1584 und 1587. Bartolomeo Veneto malte um 1510 einen jungen Mann mit einem runden Labyrinth auf der Brust und einem mit Salomonsknoten geschmückten Mantel.
Ein Fußbodenlabyrinth schmückt einen Saal im Rathaus von Gent (helle und dunkle Fliesen, 13 × 11 m, von 1533), es bildet das zerstörte Fußbodenmosaik der Klosterkirche von St. Bertin in Saint-Omer nach. In der Kathedrale von Ely (Cambridgeshire) wurde 1870 ein Fußbodenlabyrinth neu geschaffen (schwarze und weiße Fliesen, 6 × 6 m). Ein Beispiel für ein Pflasterlabyrinth findet sich im Ende des 19. Jahrhunderts begonnenen Neuen Rathaus in München. Es liegt im linken Innenhof und stellt ein auf neun Umgänge verkleinertes Muster vom Chartres-Typ dar (17,5 × 18,5 m). Im Thorvaldsen-Museum in Kopenhagen befindet sich ein Fußbodenlabyrinth (römischer Typ, rote und weiße Fliesen, etwa 5 × 5 m, 1839–48).
Die Häufung der Steinsetzungen mit diesem Muster an den Küsten Skandinaviens ist auffällig. Nur wenige scheinen aus dem Mittelalter zu stammen, die meisten Bauwerke fallen in das 18. und 19. Jahrhundert. Beispiele: auf Blå Jungfrun (Gotland, erstmals 1741 beschrieben), Steinvåg bei Gamvik (Finnmark) und zwölf Steinlabyrinthe auf den Solowezki-Inseln (Weißes Meer).
Die 35 Labyrinthe auf Bolschoi Sajazki, einer der den Solowezki-Inseln im Weißen Meer, (lokal vavilons – Babylons – genannt) sind die weltweit größte, noch erhaltene Konzentration von Labyrinthen. Sie sind undatiert.

### Gegenwart

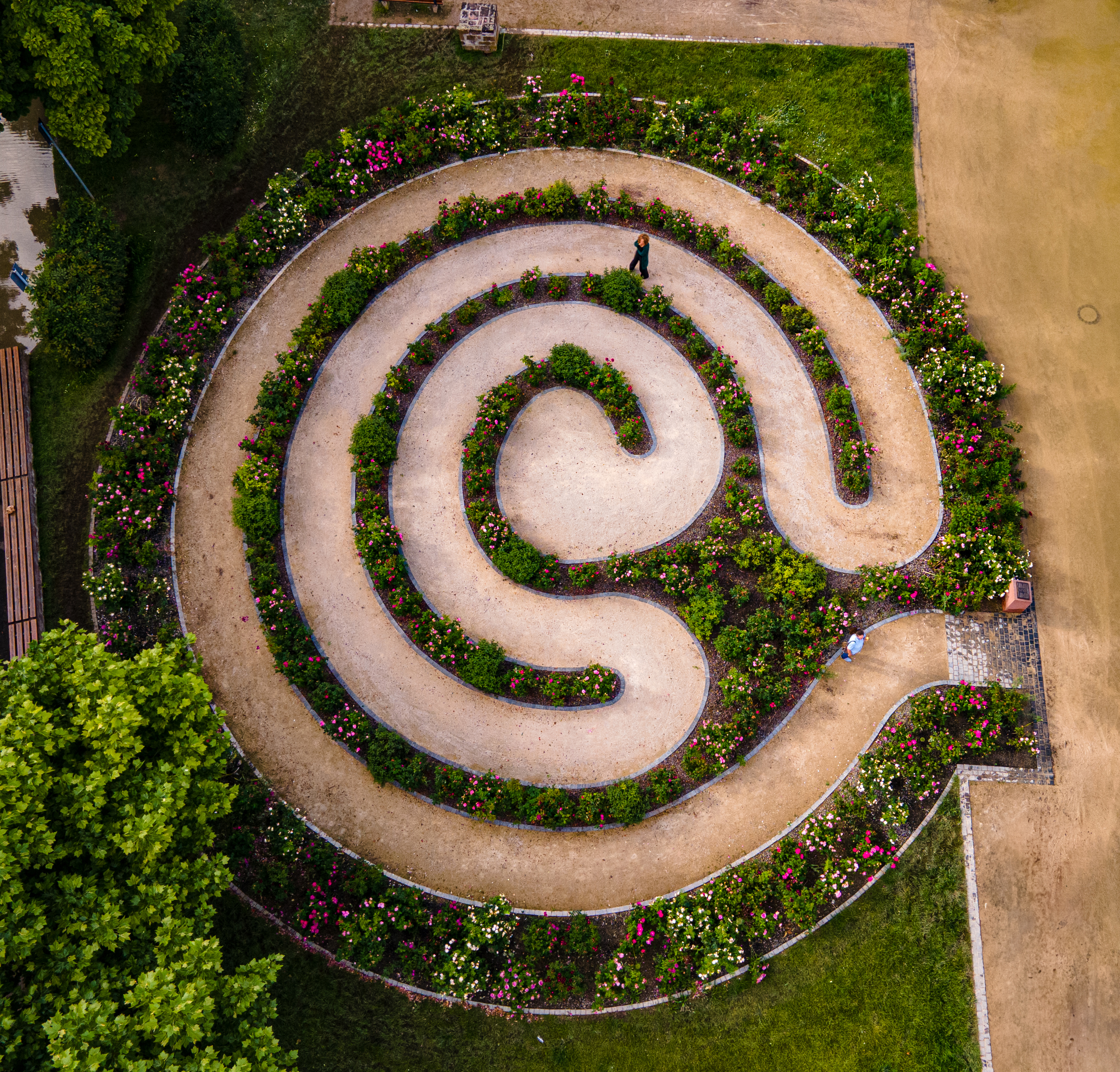
Kriemhilds Rosengarten am Wormser Rheinufer – Land-Art-Projekt von Eichfelder, 2021

#### In landwirtschaftlicher Kultur
Mais bietet sich für einen Irrgarten aus Pflanzen an. 
- Er wächst schnell bis über Augenhöhe.
- Mais steht ausreichend blick- und gehdicht mehrere Monate
- Nur entlang der Saatreihen  eventuell auch im rechten Winkel dazu, öffnet sich mitunter ein Durchblick durch mehrere Meter des Dickichts und insbesondere für Kinder eine Möglichkeit durchzuschlüpfen, auch als Notausgang.
- Mais ist einjährig, im Herbst wird gemäht, eventuell geerntet, und werden durch Ackern die eingetretenen Wege wieder egalisiert.

Die Wege im Maisfeld können durch Ausmähen nach einem Wegeplan gebildet werden. Moderne GPS-geleitete Maschinenfahrten nach Plan erlauben neuerdings (realisiert 2024) auch das positive Anlegen des Labyrinths durch gezielte Aussaat unter Freilassung des digital erfassten Wegeplans.
In Hengsberg, Bezirk Leibnitz, Steiermark und bei Maria Saal, Kärnten wurden um 2010/2015 mehrere Jahre ausgemähte Maislabyrinthe angeboten.
In Niederösterreich wurde erstmals 2024 ein ausgesätes Maislabyrinth bekannt.

#### Bauwerke

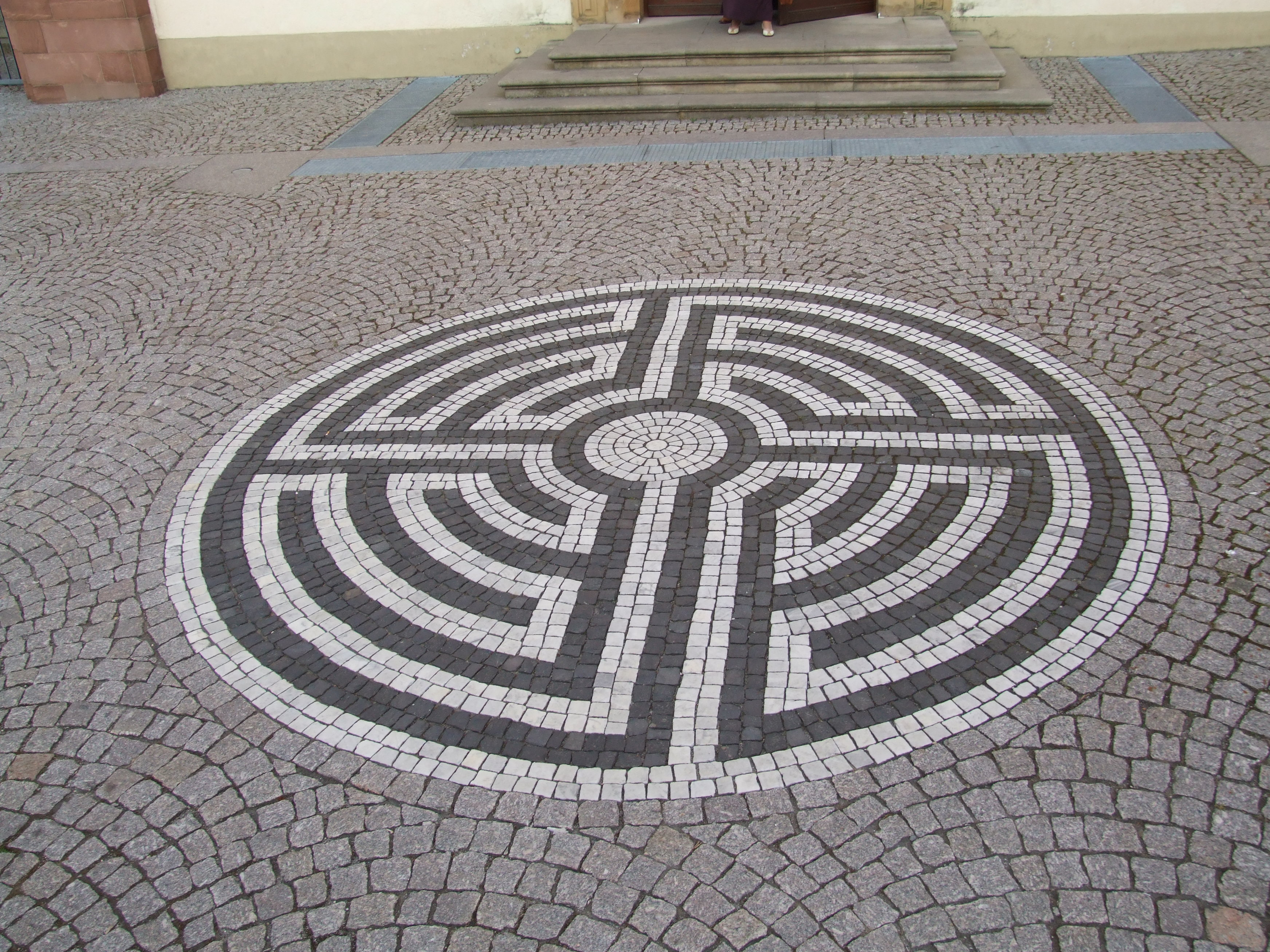
Labyrinth vor St. Lambertus

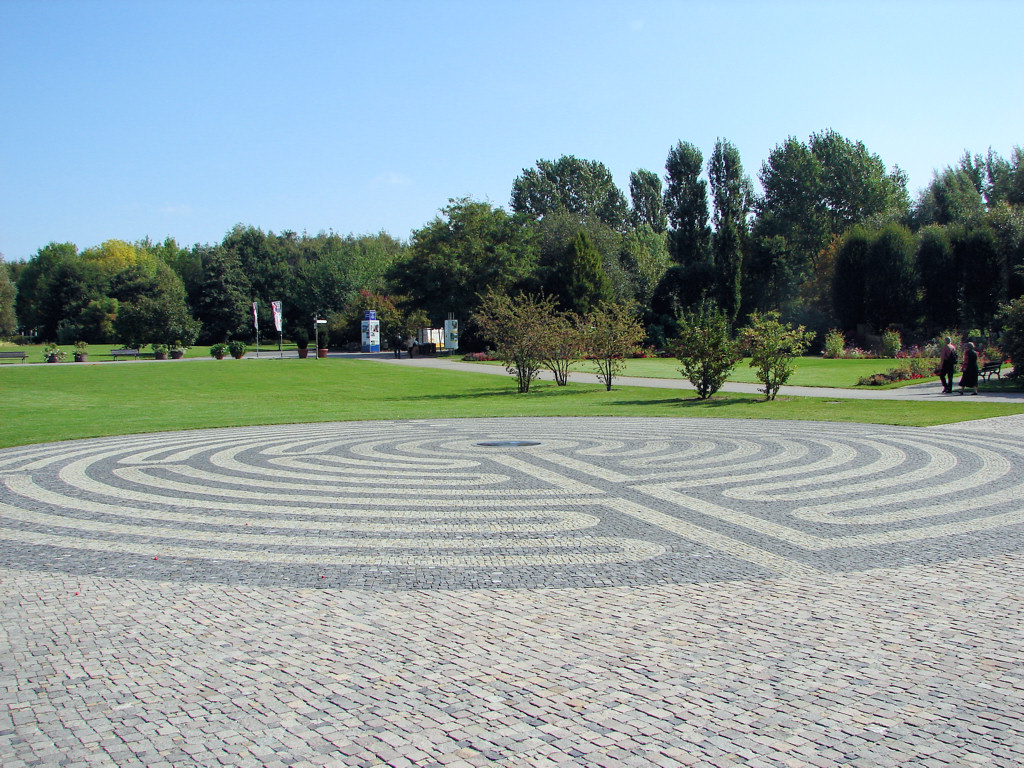
Pflasterlabyrinth in den Gärten der Welt Berlin

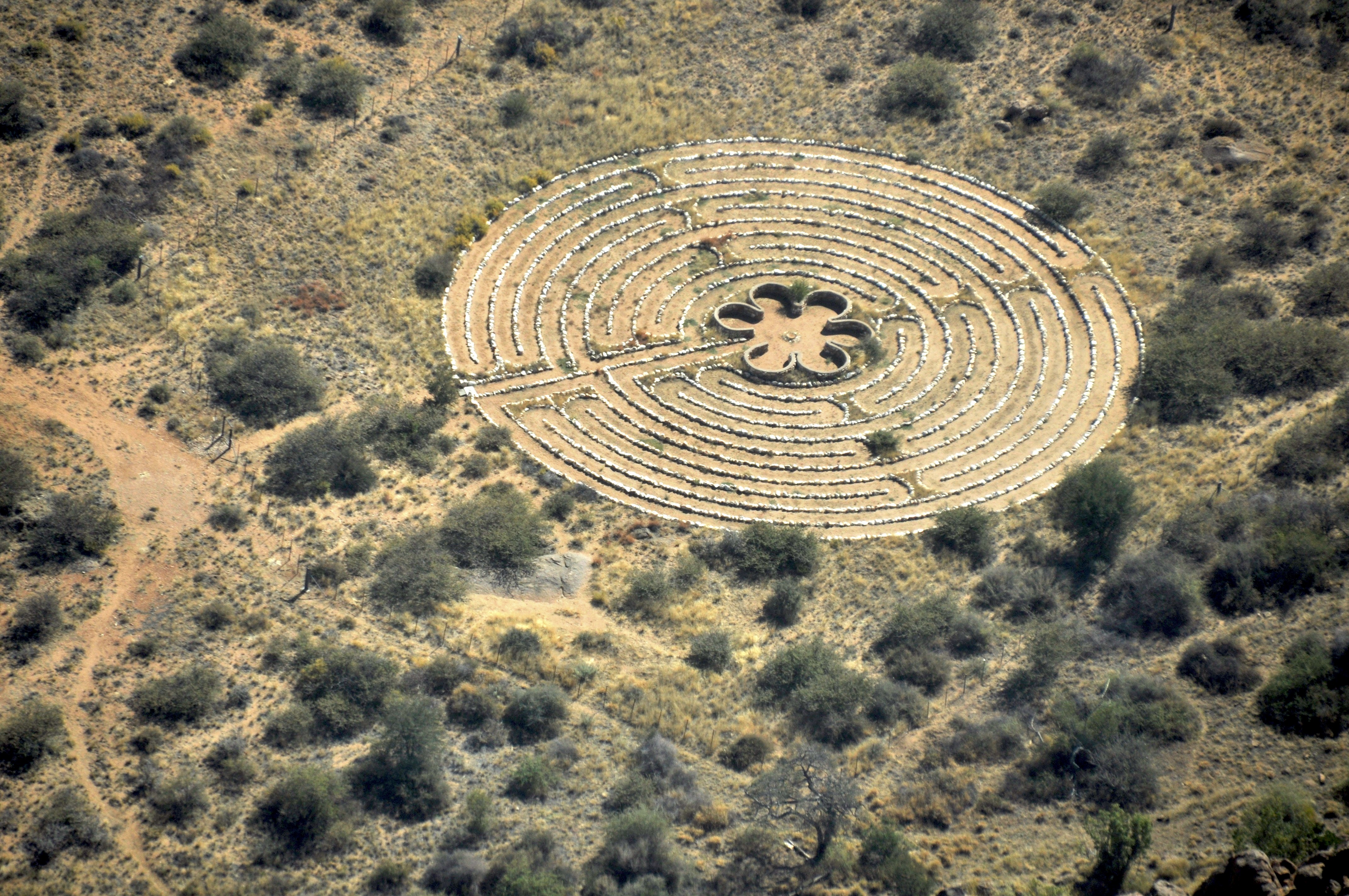
Labyrinth, Farm Weissenfels, Namibia

In der zweiten Hälfte des 20. Jahrhunderts nahmen verschiedene Künstler das Labyrinthmotiv wieder auf, so der Bildhauer und Schriftsteller Michael Ayrton, der sich dem antiken Mythos von Dädalus und Ikarus widmete, die Künstlerin Alice Aycock, eine Vertreterin der Konzeptkunst, und, seit den 1980er Jahren, der Designer Adrian Fisher, der Pflasterlabyrinthe mit Darstellungen des Minotauros schuf.
Eine Neu-Interpretation eines Kirchenlabyrinthes wurde 1981 in Grey’s Court bei Reading durch Robert Runcie, den Erzbischof von Canterbury eröffnet. In Cornwall (Kerdroya) entsteht zurzeit (2021) ein Labyrinth aus traditionellen kornwalisischien Trockenmauern von 56 m Durchmesser in Bodmin Moor, das angeblich größte Beispiel seiner Art. Es wird von dem Cornwall council, dem Arts Council England und dem National Lottery Heritage Fund gefördert und soll an den 60ten Jahrestag der Auszeichnung von Bodmin Moor als Area of Outstanding Natural Beauty im Jahr 2019 erinnern.

Das Labyrinth der Bibliothek im Roman Der Name der Rose

Ein begehbares Pflasterlabyrinth wurde 2007 im Erholungspark Marzahn in Berlin eröffnet. Es stellt eine vergrößerte Nachbildung des Chartres-Labyrinths dar. Der Durchmesser der Anlage, die an den Vorplatz eines Hecken-Irrgartens angrenzt, beträgt 20,8 Meter. Der Entwurf stammt von dem Landschaftsarchitekten Thomas Michael Bauermeister. Im Schlosspark Schönbrunn in Wien wurde in Nachbarschaft zu einem 1999 wiederhergestellten Hecken-Irrgarten ein Labyrinth mit einem Feng-Shui-Stein errichtet. „Feministische Labyrinthe“ finden sich auf dem Zeughausplatz in Zürich und in Frankfurt (Frauengedenklabyrinth). Die religiöse Sinngebung des Labyrinths soll mit seinen Heilpflanzen und Weidenfiguren das im Jahre 2007 eingeweihte „Lebendige Labyrinth“ der Katholischen Frauengemeinschaft Deutschlands (kfd) auf dem Gelände des Klosters Helfta neu erfahrbar machen.
In Bernau im Schwarzwald wurde 2017 ein Labyrinth aus 500 Kubikmetern Schnee gebaut.

#### Film und Fernsehen
Das Labyrinth ist neben der Literatur auch zum vielfach aufgegriffenen Motiv in Film- und Fernsehdarstellungen geworden. Populäre Beispiele sind The Shining von Stanley Kubrik oder Pans Labyrinth von Guillermo del Toro. Auch Filme wie Maze Runner – Die Auserwählten im Labyrinth, Die Reise ins Labyrinth, Cube, Ready Player One oder Harry Potter und der Feuerkelch nutzen Labyrinthe als dramaturgische Mittel im Sinne einer baulichen Struktur, die von den Protagonisten überwunden werden muss. Labyrinthische Strukturen im abstrakteren Sinne zeigen Filme wie Inception (hier: ein Durchstreifen eigener und fremder Erinnerungen, visualisiert als räumliche Strukturen) oder Fernsehserien wie Severance (hier: endlos lange, nie endende Bürokorridore).

#### Esoterik
Der Reiz des Geheimnisvollen und unbekannte Ursprung des Labyrinths ließen es vor allem für esoterische, christliche und feministische Gruppen zur Projektionsfläche ihrer Vorstellungen werden. Zahlreiche neue Labyrinthe wurden angelegt, gepflegt und für Veranstaltungen genutzt. Es gibt sowohl im anglo-amerikanischen als auch im deutschen Sprachraum eine Labyrinth-Bewegung, die sich mit der Bedeutung des Labyrinths beschäftigt. Das Abschreiten eines begehbaren Labyrinths, das als Symbol des verschlungenen Lebensweges verstanden wird, dient der Meditation und fordert zum Überdenken des eigenen Lebensweges auf. Zusätzlich kann in einem Advents-Labyrinth die Symbolik des Lichtes aufgegriffen werden. Es steht für Jesus Christus, der die Menschen aus der Dunkelheit erlöst. Im Zentrum kann sich als Ziel etwa das Licht in Form einer Kerze oder symbolisiert durch ein Evangeliar als Wort Gottes befinden.

## Forschungsgeschichte
Eine intensivere Beschäftigung mit Labyrinthen begann mit dem wachsenden Interesse an der Antike Anfang des 18. Jahrhunderts. So besuchte 1700 im Rahmen einer Expedition Joseph Pitton de Tournefort die Höhle bei Gortyn auf Kreta, wo man das antike kretische Labyrinth vermutete. Im 19. Jahrhundert entstanden spekulative Theorien, die sich weitgehend an den Schilderungen antiker Autoren orientierten. Das römische Labyrinthmosaik von Loig bei Salzburg wurde 1815 entdeckt, die Weinkanne von Tragliatella 1877 geborgen. Arthur Evans legte 1922 die Ruinen des Palastes von Knossos frei, in denen fortan – ohne nachvollziehbare Begründung – das Labyrinth des Daidalos gesehen wurde. Die Pylos-Tafel wurde 1957 ausgegraben.
William Henry Matthews (1882–1948) unternahm 1922 mit seinem Buch Mazes and labyrinths („Irrgärten und Labyrinthe“) eine erste systematische Darstellung. 1967 folgte mit Il libro dei labirinti („Das Buch der Labyrinthe“) von Paolo Santarcangeli (1909–1995) eine weitere ausführliche Darstellung der labyrinthischen Thematik. Die auf Ausstellungen in Mailand und München (Haus der Kunst, 1982) zurückgehende, umfangreiche Veröffentlichung von Hermann Kern dokumentierte erstmals katalogartig die mannigfaltigen Labyrinthformen ausführlich. In der Folgezeit wurde das Werk Bezugspunkt und Quelle weiterer Forschungen. Der Brite Jeff Saward gründete 1983 die kleine Zeitschrift Caerdroia.